# イスマイリー・ゴンサウヴェス・ドス・サントス
イスマイリー（Ismaily）ことイスマイリー・ゴンサウヴェス・ドス・サントス（ポルトガル語: Ismaily Gonçalves dos Santos、1990年1月11日 - ）は、ブラジルのサッカー選手。リーグ・アン・LOSCリール所属。ポジションはDF。

## クラブ歴

### ブラジル
マットグロッソ・ド・スル州アンゲリカに生まれた。2007年にイヴィニェマFCで選手となった。この頃はFWで、カンピオナート・スル＝マトグロッセンセで11得点を記録しクラブの得点王となっている。
翌年デスポルチーヴォ・ブラジルに移籍するも、即座にECサンベントにコパ・パウリスタ終了までの期限付き移籍に出された。しかし、サンベントでは出番を得る事が出来なかった。デスポルチーヴォ・ブラジルではコパ・サンパウロ・ジ・フチボウ・ジュニオールに出場し、左サイドバックにコンバートされた。2009年5月10日にカンピオナート・パウリスタ・セグンダ・ディヴィソンでトップチーム初出場となった。

### ポルトガル
2009-10シーズン、19歳の彼はポルトガルに渡り、リーガプロのGDエストリル・プライアに移籍。レギュラーとして出場を重ねた。2009年11月8日に移籍後初得点を記録した。
2010年夏にプリメイラ・リーガのSCオリャネンセに移籍。
2012年6月16日にCDナシオナルへの移籍話が破談し、SCブラガに4年契約で移籍。2012-13シーズンの開幕節ではSLベンフィカ相手に2アシストを決めて2-2のドローの結果を齎した。8月22日にはUEFAチャンピオンズリーグ 2012-13で30メートルからのシュートを決めてウディネーゼ・カルチョから勝ち点1を取った。

### シャフタール・ドネツク
2013年2月、5年契約でFCシャフタール・ドネツクに移籍。2018年10月にはウクライナ・プレミアリーグ月間最優秀選手賞に輝き、ブラジル人としては2人目の記録となった。2022年8月1日、退団したことを発表した。

### リール
2022年8月4日、LOSCリールに移籍。

## 代表歴
2017年5月にウクライナ代表への興味を語っていたが、2018年3月20日にフィリペ・ルイスとアレックス・サンドロが負傷すると、その代わりにブラジル代表の招集を受けた。

## 私生活
彼の名前は1956年の映画、スマイリーから取られている。